# Liste des généraux italiens (1800-1815)
La liste des généraux italiens (1800-1815) recense les généraux et assimilés tels pouvant avoir à l'époque actuelle la nationalité italienne, et ayant servi pour les anciens États italiens ou puissances occupantes, parfois les deux, au cours de la période 1800-1815 sur le territoire de l'Italie contemporaine (péninsule italienne, îles de Sicile et de Sardaigne) ou sur les fronts exterieurs.

## République italienne, puis Royaume d'Italie

### Généraux de division
A) Nationaux
| Nom                            | Né-Mort   | Né à          | Nommé | Note                                                            |
| ------------------------------ | --------- | ------------- | ----- | --------------------------------------------------------------- |
| Giovanni Salimbeni             | 1716-1808 | Venise        | 1797  | déjà officier des troupes vénitiennes ; sénateur                |
| Giuseppe Lechi                 | 1766-1836 | Brescia       | 1801  | arrêté en 1809, transféré à l'État-major napolitain en 1813     |
| Domenico Pino                  | 1767-1826 | Milan         | 1801  | ministre de la guerre (it) (1804-1806), chef de la Garde Royale |
| Joseph Antoine Marie Mainoni   | 1754-1807 | Lugano        | 1803  | déjà général de brigade français                                |
| Alessandro Teodoro Trivulzio   | 1773-1805 | Milan         | 1804  | ministre de la guerre (1802-1804)                               |
| Pietro Teulié                  | 1769-1807 | Milan         | 1805  | avocat ; ministre de la guerre (1801); mort au siège de Colberg |
| Filippo Severoli               | 1767-1822 | Faenza        | 1808  | à la tête d'une division en Espagne                             |
| Achille Fontanelli             | 1775-1837 | Modène        | 1809  | ministre de la guerre et de la marine (1811-1814)               |
| Sebastiano Giuseppe Danna (it) | 1757-1811 | Turin         | 1810  | ministre de la guerre et de la marine (1810-1811)               |
| Luigi Peyri                    | 1758-1822 | Mantoue       | 1811  |                                                                 |
| Giuseppe Federico Palombini    | 1774-1850 | Rome          | 1812  | à la tête d'une division en Espagne                             |
| Carlo Zucchi                   | 1777-1863 | Reggio Emilia | 1813  | -                                                               |
| Antonio Bonfanti               | 1768-1851 | Milan         | 1813  | -                                                               |
| Luigi Mazzuchelli (sl)         | 1776-1868 | Brescia       | 1814  | -                                                               |

B) Étrangers
| Nom                                        | Né-Mort   | Né à          | Nommé | Note                                        |
| ------------------------------------------ | --------- | ------------- | ----- | ------------------------------------------- |
| Pascal Antoine Fiorella                    | 1752-1818 | Ajaccio       | 1797  | sénateur                                    |
| Jan Henryk Dąbrowski                       | 1755-1818 | Pierzchów     | 1801  | chef des légions polonaises, sénateur       |
| Marie François Auguste Caffarelli du Falga | 1766-1849 | Haute-Garonne | 1806  | ministre de la guerre et marine (1806-1809) |

### Généraux de brigade
A) Nationaux
| Nom                              | Né-Mort   | Né à     | Nommé | Note                                               |
| -------------------------------- | --------- | -------- | ----- | -------------------------------------------------- |
| Giuseppe Lahoz Ortiz             | 1773-1799 | Mantoue  | 1797  | révolté contre les Français en 1799, mort à Ancône |
| Giovanni Battista Bianchi d'Adda | 1748-18.. | Milan    | 1801  | génie ; ministre de la guerre                      |
| Gian Paolo Calori Stremiti       | 1769-1809 | Modène   | 1801  | artillerie                                         |
| Luigi Campagnola                 | 1766-1837 | Vérone   | 1801  | cavalerie                                          |
| Andrea Milossevich               | 1760-1814 | Dalmatie | 1802  | -                                                  |
| Daniele Zannini                  | 17..-18.. | Venise   | 1802  | réformé                                            |
| Leonardo Salimbeni               | 1752-1823 | Venise   | 1804  | génie ; destitué en 1805                           |
| Pietro Domenico Polfranceschi    | 1766-1845 | Vérone   | 1804  | inspecteur de la gendarmerie                       |
| Pietro Luigi Viani               | 1754-1811 | Verona   | 1807  | cavalerie                                          |
| Teodoro Lechi                    | 1778-1866 | Brescia  | 1809  | Garde royale                                       |
| Carlo Balabio                    | 1759-1837 | Milan    | 1810  | inspecteur de la cavalerie                         |
| Antoine Marc Augustin Bertoletti | 1775-1846 | Milan    | 1811  | -                                                  |
| Fortunato Schiazzetti            | 1776-1813 | Rome     | 1812  | -                                                  |
| Livio Galimberti                 | 1768-1832 | Crema    | 1812  | -                                                  |
| Giovanni Villata                 | 1777-1843 | Milan    | 1813  | -                                                  |
| Gillot Rougier                   | 1773-1852 | Milan    | 1813  | -                                                  |
| Pietro Sant'Andrea               | 1771-1821 | Bergame  | 1813  | -                                                  |
| Amilcare Paulucci delle Roncole  | 1766-1845 | Modène   | 1813  | déjà capitaine de vaisseau                         |
| Bernardo Peri                    | 1772-1813 | Emilie   | 1813  | mort à la bataille de Hanau                        |
| Gaspare Bellotti                 | 1777-18.. | Turin    | 1813  | -                                                  |

B) Étrangers
| Nom                                        | Né-Mort   | Né à               | Nommé | Note                           |
| ------------------------------------------ | --------- | ------------------ | ----- | ------------------------------ |
| Giacomo Filippo Ottavi                     | 1767-1855 | Ghisoni            | 1801  | ensuite au service napolitain  |
| Joseph François Bénigne Julhien            | 1763-1818 | Toulouse           | 1801  | infanterie                     |
| Jean-Baptiste Bertolosi                    | 1749-1828 | Ajaccio            | 1804  | Infanterie                     |
| Jacques Fontane                            | 1765-1833 | Montpellier        | 1808  | -                              |
| Guillaume Joseph Nicolas de Lafon-Blaniac  | 1773-1833 | Villeneuve-sur-Lot | 1808  | inspecteur de la cavalerie     |
| Francesco Orsatelli dit Eugène             | 1768-1811 | Cassano            | 1810  | mort à Pla                     |
| Frédéric François Guillaume de Vaudoncourt | 1772-1845 | France             | 1810  | artillerie, écrivain militaire |
| Éloi Charles Balathier de Bragelonne       | 1771-1830 | Bastia             | 1811  | Il meurt fou                   |
| Joseph Marie Levie                         | 1773-1813 | Ajaccio            | 1812  | mort à Maloyaroslavets         |
| Ange-Pierre Moroni                         | 1762-1835 | Ortiporio          | 1813  | -                              |
| Paul Verbigier de Saint-Paul               | 1775-1850 | France             | 1813  | infanterie                     |
| Philippe André Martel                      | 1771-1849 | Rives              | 1813  | infanterie                     |
| Brice Jean-Baptiste Renard                 | 1769-1854 | Dun-sur-Meuse      | 1813  | infanterie                     |
| Gabriel Pierre Patrice Rambourgt           | 1773-1848 | France             | 1811  | cavalerie                      |
| Jean Baptiste Dembowski                    | 1773-1822 | Pologne            | 1813  | -                              |
| Alexandre Ordioni                          | 1758-1822 | Soveria            | 1815  | baron (titre inachevé)         |

### Adjudants commandants
A) Nationaux
| Nom                   | Né-Mort      | Né à     | Nommé | Note                                     |
| --------------------- | ------------ | -------- | ----- | ---------------------------------------- |
| Francesco Gambara     | 1771-1848    | Brescia  | 1797  | puis commissaire à la frontière du Tyrol |
| Giuseppe Fantuzzi     | 1762-1800    | Venetie  | 1797  | -                                        |
| Angelo Lechi          | 1769-1855    | Brescia  | 1801  | -                                        |
| Giulio Paini          | 1757/62-1849 | Bologne  | 1804  | gendarmerie                              |
| Ottavio Corradini     | 17..-18..    | Milan    | 1808  | maréchal des logis                       |
| Bartolomeo Cavedoni   | 17..-18..    | ?        | 1811  | -                                        |
| Giovanni Mazzucchelli | 17..-18..    | Brescia  | 1811  | -                                        |
| Andrea Montebruno     | 17..-18..    | Gênes    | 1811  | artillerie à cheval                      |
| Francesco Del Fante   | 17..-1812    | Livourne | 1812  | mort à la bataille de Krasnoï            |
| Giacomo Giuseppe Pino | 1767-1812    | Milan    | 1812  | mort en Russie                           |
| Luigi Rivaira         | 1772-1849    | Turin    | 1813  | chef d'État-major de la gendarmerie      |

B) Étrangers
| Nom                      | Né-Mort   | Né à   | Nommé | Note                           |
| ------------------------ | --------- | ------ | ----- | ------------------------------ |
| Gustaf Vilhelm af Tibell | 1772-1832 | Suède  | 1802  | topographe, écrivain militaire |
| Marion                   | 17..-18.. | France | 1813  | -                              |

## Royaume de Naples (1806-1815)

### Généraux de division / lieutenants généraux
A) Nationaux
| Nom                                                           | Né-Mort   | Né à                   | Nommé | Note                                               |
| ------------------------------------------------------------- | --------- | ---------------------- | ----- | -------------------------------------------------- |
| Giuseppe Parisi                                               | 1750-1831 | Moliterno              | 1808  | inspecteur G. I. S.[Quoi ?] de Naples              |
| Andrea Colonna di Stigliano (4°prince de Sonnino)             | 1748-1820 | Naples                 | 1808  | commandant de la garde provinciale de Naples       |
| Francesco Pignatelli (1775 – 1853) (des princes de Strongoli) | 1775-1853 | Naples                 | 1808  | commandant de la division d'infanterie de la Garde |
| Jean-Daniel de Gambs                                          | 1744-1823 | Strasbourg             | 1809  | inspecteur des invalides                           |
| Michele Carrascosa y Zerezeda y Azebron (it)                  | 1774-1853 | Palerme                | 1812  | com. 1e Div. active puis de l'Armée                |
| Vincenzo Pignatelli (des princes de Strongoli)                | 1777-1837 | Naples                 | 1812  | com. 2e Div. territoriale Salerne                  |
| Giuseppe Scarlata Xibilia Platamone, dit Zenardi              | 1773-1835 | Syracuse               | 1813  | com. 3e Div. territoriale Chieti                   |
| Angelo d'Ambrosio                                             | 1771-1822 | Reggio de Calabre      | 1813  | com. 2e Div. active                                |
| Andrea Pignatelli di Cerchiara                                | 1764-1833 | Naples                 | 1813  | com. 4e Div. de réserve                            |
| Giovanni Battista Caracciolo di Vietri (it)                   | 1762-1825 | San Vito degli Schiavi | 1813  | Armée de l'intérieur                               |
| Giuseppe Lechi                                                | 1766-1836 | Brescia                | 1813  | com. 3e Division active                            |
| Francesco Cetteo Macdonald                                    | 1777-1837 | Pescara                | 1814  | ministre de la guerre et marine (1814-1815)        |
| Luigi Amato                                                   | 1753-1820 | Amantea                | 1814  | com. 4e Div. territoriale Bari                     |
| Luigi Arcovito (it)                                           | 1766-1834 | Reggio de Calabre      | 1815  | prés. de la commission de guerre italienne         |
| Giuseppe Tommaso Rossetti                                     | 1776-1840 | Turin                  | 1815  | com. Div. cavalerie de ligne                       |
| Lucio Caracciolo di Roccaromana (it)                          | 1771-1836 | Pastorano              | 1815  | grand écuyer du roi                                |
| Florestano Pepe                                               | 1780-1851 | Squillace              | 1815  | Commandant Div. de Naples                          |
| Pietro Colletta                                               | 1775-1831 | Naples                 | 1815  | 1e inspecteur du génie                             |
| Guglielmo Pepe                                                | 1783-1855 | Squillace              | 1815  | com. 1e Div. active                                |
| Gabriele Pedrinelli                                           | 1770-1838 | Naples                 | 1815  | com. l'artillerie de l'Armée active                |

B) Étrangers
| Nom                                            | Né-Mort   | Né à                      | Nommé | Note                                                         |
| ---------------------------------------------- | --------- | ------------------------- | ----- | ------------------------------------------------------------ |
| Jacques David Martin de Campredon              | 1761-1837 | Montpellier               | 1806  | ministre de guerre 1809. Com. genie Armée de Sicile 1810     |
| Charles Saligny de San-Germano                 | 1772-1809 | Vitry-le-François         | 1806  | com. l'infanterie de la Garde Royale 1807-1808               |
| David Maurice Joseph Mathieu de Saint-Maurice  | 1768-1833 | Saint-Affrique            | 1807  | com. des Deux Calabres 1808-1809                             |
| Christophe Antoine Merlin                      | 1771-1839 | Thionville                | 1807  | com. des Trois Abruzzes 1807                                 |
| François Louis Dedon-Duclos                    | 1762-1830 | Toul                      | 1807  | com. en second de l'artillerie (1807-1808)                   |
| Edme Aimé Lucotte                              | 1770-1825 | Créancey (Côte-d'Or)      | 1808  | com. Div. de Capoue 1808                                     |
| Giacomo Filippo Ottavi                         | 1767-1855 | Ghisoni                   | 1808  | com. 4e Div. territoriale Lecce                              |
| Guillaume Joseph Nicolas de Lafon-Blaniac      | 1773-1833 | Villeneuve-sur-Lot        | 1808  | chef d'État-major du gouverneur mil. de Naples 1808          |
| Jacques Marie Cavaignac                        | 1773-1855 | Gourdon (Lot)             | 1808  | com. 3e Div. nap. Armée de Sicile 1810                       |
| Pierre Lanusse, dit Robert                     | 1768-1847 | Habas                     | 1808  | grand maréchal du palais (1808-1809)                         |
| Louis Fursy Henri Compère                      | 1768-1833 | Péronne                   | 1809  | com. 1e Div. active, démission en 1814                       |
| François Detrès                                | 1769-1815 | Arras                     | 1809  | com. Div. napolitaine en Pologne 1812                        |
| Pierre César Dery                              | 1768-1812 | Saint-Pierre (Martinique) | 1809  | col. gem. de la garde, mort à la bataille de Winkowo         |
| Claude Antoine Compère                         | 1774-1812 | Châlons-sur-Marne         | 1809  | com. Div. nap. en Espagne, mort à la Moskova                 |
| Paul de Quélen de Stuer de Caussade Lavauguyon | 1777-1830 | ?                         | 1809  | com. Div. infanterie de la Garde en Calabre ; arrêté en 1811 |
| Charles Jean Louis Aymé                        | 1770-1852 | Melle                     | 1810  | chef d'État-major de l'Armée active ; démission en 1815      |
| Vincent Jacques-Etienne Avogari de Gentile     | 1760-1825 | Nonza                     | 1810  | Com. de la gendarmerie et la Basilicate                      |
| Charles Antoine Manhès                         | 1777-1854 | Aurillac                  | 1811  | 1e inspecteur de la gendarmerie, gouverneur de Naples        |
| Rémy Joseph Isidore Exelmans                   | 1775-1852 | Bar-le-Duc                | 1811  | maître du palais 1811                                        |
| Armand Louis Amélie Millet de Villeneuve       | 1772-1840 | Paris                     | 1812  | chef d'État-major de l'Armée active 1815                     |
| Bernard Louis Cattaneo                         | 1769-1832 | Ajaccio                   | 1812  | com. 2e Division Capoue                                      |
| Jean-Simon Domon                               | 1774-1830 | Maurepas                  | 1812  | com. 4e Div. de cavalerie. Démission 1814                    |
| Nicolas François Thérèse Gondallier de Tugny   | 1770-1839 | Bouffignereux             | 1813  | min. de la guerre et marine (1811-1814), démission 1814      |
| Jean-Louis Soye                                | 1774-1832 | Phalsbourg                | 1814  | com. grenadiers de la garde, démission 1814                  |
| Pierre Gaston Henri de Livron                  | 1770-18.. | Pau                       | 1814  | com. Div. de cavalerie de la garde                           |

### Généraux de brigade / maréchaux de camp
A) Nationaux
| Nom                                        | Né-Mort     | Né à                     | Nommé | Note                                                          |
| ------------------------------------------ | ----------- | ------------------------ | ----- | ------------------------------------------------------------- |
| Giuseppe Fonseca Chavez                    | 1742-1808   | Naples                   | 1806  | inspecteur général de l'artillerie                            |
| Michele Agostino Colonna di Stigliano      | 1765-1830   | Naples                   | 1806  | com. de Ischia, s'est rendu aux anglais 1809                  |
| Francesco Franceschi Losio                 | 1770-1808   | Milan                    | 1808  | tué en duel à Burgos par Carlo Filangieri, prince de Satriano |
| Luigi de Gambs                             | 17..-1810   | Strasbourg               | 1808  | tué par le brigand Pasquale Lisanti, surnommé "Quagliarella"  |
| Antonio Pinedo                             | 1757-1830   | Santa Maria Capua Vetere | 1810  | com. mil. L'Aquila                                            |
| Cattaneo di Montescaglioso                 | 17..-18..   | ?                        | 1811  | déjà brigadier Espagnol                                       |
| Giuseppe Rosaroll                          | 1775-1825   | Naples                   | 1812  | com. de Brigade a Danzig en 1814 et 1815                      |
| Ferdinando Sambiase di Campana             | 1776-1830   | Calopezzati (Calabre)    | 1812  | com. Brigade de cavalerie                                     |
| Raimondo Capece Minutolo di Canosa         | 1769-1827   | Naples                   | 1812  | guarde royale                                                 |
| Luigi Antonio d'Aquino                     | 1771-1822   | Cosenza                  | 1813  | com. Ie Brig./2e Div. active                                  |
| Carlo Filangieri di Satriano               | 1783-1867   | Cava dei Tirreni         | 1813  | com. IIe Brig./2e Div. active, blessé à Panaro                |
| Fabio Crivelli                             | 17..-18..   | Naples                   | 1813  | dir. affaires militaires dans les Marches                     |
| Alessandro Begani                          | 1770-1837   | Naples                   | 1814  | gouverneur de Gaète, s'est rendu le 8 août 1815               |
| Antonio Napoletano (it)                    | 1761/4-1820 | Nola                     | 1814  | com. IIe Brig. cavalerie de ligne                             |
| Luigi Nicola De Majo di San Pietro         | 1774-18..   | Campobasso               | 1814  | com. Ie Brig./3e Div. active                                  |
| Alessandro Medici d'Ottaiano               | 1777-1843   | ?                        | 1814  | com. IIe Brig./2e Div. active                                 |
| Raffaele De Gennaro                        | 1777-1816   | Barletta                 | 1814  | com. IIe Brig./1e Div.                                        |
| Francesco Costanzo                         | 1767-1822   | Catane                   | 1814  | gouv. école polytechnique                                     |
| Francesco Pinto di Giuliano e d'Ischitella | 1787/8-1875 | dans le royaume          | 1815  | com. IIe Brig. cavalerie de la garde                          |
| Lorenzo Montemayor                         | 1768-1841   | Naples                   | 1815  | attaché à l'État-major du génie de l'armée active             |
| Francesco Neri                             | 1774-1822   | Ferrare                  | 1815  | com. volontaires italiens                                     |
| Luigi Carafa della Stadera di Noja         | 1781-1849   | Naples                   | 1815  | com. IIe Brig./3e Div. active                                 |

B) Étrangers
| Nom                                              | Né-Mort   | Né à                  | Nommé | Note                                                                      |
| ------------------------------------------------ | --------- | --------------------- | ----- | ------------------------------------------------------------------------- |
| François Liégard                                 | 1745-1816 | Paris                 | 1806  | com. Fort de Sant'Elmo                                                    |
| Leonardo De Giovanni                             | 1762-1806 | Bastia                | 1806  | com. Légion Corse                                                         |
| Charles Félix René de Vintimille du Luc          | 1765-1806 | Paris                 | 1806  | sous les Bourbon (1799-1800) puis sous Joseph Bonaparte (1806)            |
| Jean-Baptiste Francesqui, dit Franceschi Delonne | 1767-1810 | Lyon                  | 1807  | mort prisonnier à Cartagène                                               |
| Jean-Baptiste Alexandre Strolz                   | 1771-1841 | Belfort               | 1807  | com. de diverses provinces                                                |
| Pierre Monserras                                 | 17..-18.. | Mont Blanc            | 1807  | com. Avellino, rit. 1811                                                  |
| Auguste Julien Bigarré                           | 1775-1838 | Belle-Île-en-Mer      | 1808  | ensuite GB Espagnol                                                       |
| Stanislas-Louis-Cécile-Xavier Girardin           | 1762-1827 | Lunéville             | 1808  | écuyer de Joseph Bonaparte                                                |
| Camille Nicolas Philippe Guye                    | 1773-1845 | Lons-le-Saunier       | 1808  | -                                                                         |
| François Joseph Pamphile de Lacroix              | 1774-1841 | Aimargues 30          | 1809  | chef d'État-major de l'Armée de Naples 1809                               |
| Gratien Ferrier                                  | 17..-18.. | ?                     | 1809  | com. Brig. cavalerie, démission 1814                                      |
| Fontanier                                        | 17..-18.. | ?                     | 1812  | ADC de Joachim Murat                                                      |
| Jacques Alexandre Romeuf                         | 1772-1845 | Haute-Loire           | 1812  | ADC di Murat                                                              |
| Anne Jacques Jean Galdemar                       | 1769-1837 | Cahors                | 1812  | sous chef de l'État-major de l'Armée active                               |
| Louis François Boy                               | 1768-1842 | Lérouville            | 1813  | com. de Capri                                                             |
| Guillaume Alexandre Thomas Pégot                 | 1773-1858 | Haute-Garonne         | 1813  | Dir. gen. des revues et conscription, démission 1814                      |
| Jean-Baptiste Larroque                           | 1768-1821 | Pavie                 | 1813  | com. 5e Div. de reserve, démission 1814                                   |
| Ignazio Giovanni Battista Caraffa di Mirabello   | 1769-1833 | Bastia                | 1813  | com. IIe Brig./1e Div. aetiva                                             |
| Nicolas Philibert Desvernois                     | 1771-1856 | Lons-le-Saunier       | 1813  | com. 5e Div. territoriale Monteleone                                      |
| Pierre-Augustin Berthemy                         | 1778-1855 | ?                     | 1813  | com. effectif garde royale, démission 1815                                |
| Charles-Louis Montigny                           | 17..-18.. | ?                     | 1813  | com. en Abruzze, arrêté pour mauvaise défense                             |
| Louis Carrier                                    | 1773-1838 | Saint-Martin-de-Bavel | 1814  | garde royaal, démission 1815                                              |
| Jean-Baptiste Fontaine                           | 17..-18.. | Amiens                | 1814  | com. Ie Brig. cavalerie de ligne, remplacé à Panaro                       |
| Henri Roche                                      | 17..-18.. | Martinique            | 1814  | com. IIe Brig./4e Div. reserve                                            |
| Charles-Marie-Alexandre D'Arlincourt             | 17..-18.. | Paris                 | 1815  | com. cuirassiers garde royale                                             |
| Pierre Bonafoux di Melito                        | 1778-1846 | Montquerty            | 1815  | neveu et ADC di Murat                                                     |
| Domenico-Cesare Franceschetti                    | 1776-1835 | Bastia                | 1815  | com. Brig./4e Div. de reserve, aide-de-camp et confident de Joachim Murat |
| Giovanni Arena (it)                              | 1778-18.. | Orbetello             | 1815  | com. e Calabre                                                            |

### Adjudants commandants / adjudants généraux
A) Nationaux
| Nom                                       | Né-Mort   | Né à     | Nommé | Note                                                                   |
| ----------------------------------------- | --------- | -------- | ----- | ---------------------------------------------------------------------- |
| Belmonte alias Francesco Antonio Orticoni | 17..-18.. | Procida  | 1806  | com. supérieur à Campobasso, depuis Gouv. gén. Principauté de Bénévent |
| Giuseppe Jannelli                         | 1764-18.. | Palerme  | 1809  | com. provincial à Cosenza                                              |
| Palumbo                                   | 17..-1811 | ?        | 1810  | com. district de Capoue                                                |
| Gaetano Vairo                             | 1756-18.. | Cilento  | 1810  | chef d'État-major du commandant de la place de Naples                  |
| Camillo Giustini                          | 1748-1812 | Naples   | 1811  | -                                                                      |
| Corrado Malaspina di Fosdinovo            | 1766-1836 | Naples   | 1813  | -                                                                      |
| Pietro Federico Edoardo Chiarizia         | 1772-1827 | Naples   | 1813  | chef de l'État-major de la 3e Div. active Lechi                        |
| Vincenzo d'Anna di Laviano                | 1776-1844 | Naples   | 1814  | -                                                                      |
| Gaetano Costa                             | 1784-1836 | Syracuse | 1814  | chef de l'État-major de la 2e Div. active                              |
| Capobianco                                | 17..-18.. | ?        | 1815  | chef de l'État-major de la 4e Div. de réserve                          |
| Giuseppe Fasulo                           | 17..-18.. | ?        | 1815  | gendarmerie, com. provinciale du Molise                                |
| Diego Gentile                             | 17..-18.. | ?        | 1815  | com. Légion Provinciale de Bari                                        |

B) Étrangers
| Nom                      | Né-Mort        | Né à      | Nommé | Note                                                     |
| ------------------------ | -------------- | --------- | ----- | -------------------------------------------------------- |
| François Chavardès       | 1757-post 1830 | Béziers   | 1808  | com. place de Gaète, puis prov. de Teramo                |
| Chambery                 | 17..-18..      | ?         | 1811  | adjudant à l'État-major napolitain                       |
| Paolo Galloni d'Istria   | 17..-18..      | Olmeto    | 1813  | com. superiore di varie province                         |
| François de la Nougarède | 1776-18..      | ?         | 1814  | chef de l'État-major de la div. d'infanterie de la Garde |
| Charles Philippe Sourdat | 1772-18..      | Troyes    | 1814  | au service de l'État-major de l'armée d'active           |
| Cellier                  | 17..-18..      | ?         | 1815  | chef d'État-major de la div. de cavalerie de la Garde    |
| Natale Amici             | 1780-1855      | Belgodere | 1815  | com. a Sora                                              |

## République, puis Empire français

### Généraux de division italiens
A) Nationaux
| Nom                                             | Né-Mort   | Né à       | Nommé | Note                                    |
| ----------------------------------------------- | --------- | ---------- | ----- | --------------------------------------- |
| Pietro Maria Bartolomeo Ferino                  | 1746-1816 | Craveggia  | 1793  | sénateur                                |
| Jean-Baptiste Dominique Rusca                   | 1759-1814 | La Briga   | 1799  | Soissons                                |
| Louis Marie Jacques Amalric Narbonne Lara       | 1755-1813 | Parme      | 1801  | diplomate                               |
| Luigi Leonardo Gaspare Colli Ricci di Felizzano | 1760-1809 | Alexandrie | 1802  | -                                       |
| Giovanni Matteo Seras(si)                       | 1765-1815 | Osasco     | 1805  | -                                       |
| Maurice Ignace Fresia                           | 1746-1826 | Saluzzo    | 1807  | -                                       |
| Camillo Borghese                                | 1775-1832 | Rome       | 1808  | gouverneur des départements transalpins |

B) Étrangers
| Nom                     | Né-Mort   | Né à  | Nommé | Note |
| ----------------------- | --------- | ----- | ----- | ---- |
| Anne François Trelliard | 1764-1832 | Parme | 1806  | -    |

### Généraux de brigade italiens
| Nom                                                          | Né-Mort     | Né à         | Nommé | Note                                         |
| ------------------------------------------------------------ | ----------- | ------------ | ----- | -------------------------------------------- |
| Gaspard Vincent Félix Giacomoni                              | 1750-1818   | Savone       | 1793  | origine corse (S. Lucia di Taddà)            |
| Joseph Antoine Marie Mainoni                                 | 1754-1807   | Lugano       | 1798  | oriundo comasco, puis Gen. Div. italien      |
| Rocco Giuseppe Lorenzo Giacinto Corte                        | 1761-1832   | Turin        | 1801  | dit Courte de Bonvoisin                      |
| Federico Francesco Campana                                   | 1771-1807   | Turin        | 1805  | mort à Ostrolenka                            |
| Gaetano Giuseppe Prospero Cesare de Lavilla di Villastellone | 1775-1848   | Turin        | 1812  | -                                            |
| Alessandro De Rege di Gifflenga                              | 1775-1847   | Vercelli     | 1812  | puis TG sarde                                |
| Francesco Gaetano Domenico Borghese Aldobrandini             | 1776-1839   | Rome         | 1812  | -                                            |
| Tommaso Camillo Gaetano Paroletti                            | 1769-1826/9 | Turin        | 1813  | -                                            |
| Giuseppe Alessandro Felice Maria de Lavilla di Villastellone | 1774-1856   | Turin        | 1813  | -                                            |
| Luigi Carlo Bartolomeo Sopransi                              | 1783-1814   | Milan        | 1813  | mort à la suite de blessures (Leipzig)       |
| Carlo Gaudenzio Luigi Maria Bruno di Tornaforte              | 1775-1842   | Tortona      | 1814  | com. 1e Brigade chevalerie légère à Waterloo |
| Pietro Giuseppe Cristiano Lapi                               | 1766-1854   | Portoferraio | 1814  | -                                            |

## Empire autrichien

### Feldmarschall
| Nom                | Né-Mort   | Né à      | Nommé | Note |
| ------------------ | --------- | --------- | ----- | ---- |
| Joseph de Ferraris | 1726-1814 | Lunéville | 1808  | -    |

### Feldmarschall-Leutnant
| Nom                                            | Né-Mort   | Né à          | Nommé | Note                             |
| ---------------------------------------------- | --------- | ------------- | ----- | -------------------------------- |
| Michele Colli                                  | 1738-1808 | Vigevano      | 1793  | -                                |
| Giovanni Provera                               | 1740-1804 | Pavie         | 1794  | -                                |
| Lelio Spannocchi (de)                          | 1739-1809 | Sienne ?      | 1806  | -                                |
| Annibale Sommariva (de)                        | 1755-1829 | Lodi          | 1807  | -                                |
| Giuseppe Cerrini di Montevarchi (de)           | 1743-1809 | ?             | 1809  | -                                |
| Federico Vincenzo Ferreri Bianchi di Casalanza | 1768-1855 | Vienne        | 1809  | com. l'Armée contre Naples, 1815 |
| Franjo Tomašić (hr)                            | 1761-1831 | Rijeka        | 1814  | -                                |
| Domenico Pino                                  | 1767-1826 | Milan         | 1814  | GD italien                       |
| Achille Fontanelli                             | 1775-1839 | Modène        | 1814  | GD italien                       |
| Giuseppe Federico Palombini                    | 1774-1850 | Rome          | 1814  | GD italien                       |
| Carlo Zucchi                                   | 1777-1863 | Reggio Emilia | 1814  | GD italien                       |
| Luigi Mazzucchelli                             | 1776-1868 | Brescia       | 1814  | GD italien                       |
| Luigi Peyri (de)                               | 1758-1824 | Mantoue       | 1815  | GD italien                       |
| Johann Benedikt Nobili (de)                    | 1758-1823 | ?             | 1815  | -                                |
| Filippo Severoli                               | 1767-1822 | Faenza        | 1815  | GD italien                       |

### Generalmajor
| Nom                               | Né-Mort   | Né à            | Nommé | Note                               |
| --------------------------------- | --------- | --------------- | ----- | ---------------------------------- |
| Joseph Guadagni (de)              | 1725-1801 | ?               | 1783  | -                                  |
| Franz Nicoletti                   | 17..-1808 | ?               | 1794  | -                                  |
| Johann Bianchi                    | 17..-1804 | ?               | 1797  | -                                  |
| Philipp Pittoni von Dannenfeld    | 17..-1824 | ?               | 1797  | -                                  |
| Giuseppe Solaroli (de)            | 17..-1805 | ?               | 1799  | -                                  |
| Philipp Brentano Cimaroli         | 1754-1804 | ?               | 1799  | -                                  |
| Giulio Domenico Assereto          | 1753-1824 | Gênes?          | 1800  | GB français 1799-1800 et 1814-1824 |
| Alois Gavasini                    | 1762-1834 | ?               | 1800  | -                                  |
| Giovanni Battista Nobili          | 17..-1801 | ?               | 1800  | -                                  |
| Fabrizio Serbelloni               | 17..-1810 | ?               | 1800  | -                                  |
| Carlo Belcredi (de)               | 1744-1814 | ?               | 1801  | au repos                           |
| Johann Karl Caramelli (de)        | 17..-1823 | ?               | 1805  | -                                  |
| Anton Gaioli                      | 17..-1834 | ?               | 1805  | -                                  |
| Karl Guicciardi                   | 17..-1835 | ?               | 1810  | -                                  |
| Franz Torri                       | 1758-1826 | ?               | 1813  | -                                  |
| Karl Chiesa                       | 17..-1834 | ?               | 1813  | -                                  |
| Francesco Danese                  | 17..-1844 | Dalmatie        | 1813  | Col. territ. de Makarska           |
| Joseph Steffanini di Monte Airone | 1774-1826 | Tione di Trento | 1814  | -                                  |
| Antonio Bertoletti                | 1775-1846 | Milan           | 1814  | GB italien                         |
| Antonio Bonfanti                  | 1768-1851 | Milan           | 1814  | GB italien                         |
| Giulio Paini                      | 1757-1841 | Bologne         | 1814  | GB italien                         |
| Amilcare Paulucci delle Roncole   | 1773-1845 | Modène          | 1814  | GB italien, puis vice-amiral       |
| Giovanni Villata                  | 1777-1843 | Milan           | 1814  | GB italien                         |
| Carlo Balabio                     | 1759-1837 | Milan           | 1815  | GB italien, au repos               |
| Luigi Campagnola                  | 1766-1837 | Vérone          | 1815  | GB italien, au repos               |
| Livio Galimberti                  | 1768-1832 | Crema           | 1815  | GB italien, au repos               |
| Pietro Polfranceschi              | 1766-1837 | Vérone          | 1815  | GB italien                         |
| Pietro Bronza                     | 17..-1821 | ?               | 1815  | GB italien, au repos               |

## Empire russe
Lieutenant général
| Nom              | Né-Mort   | Né à   | Nommé | Note                              |
| ---------------- | --------- | ------ | ----- | --------------------------------- |
| Filippo Paulucci | 1779-1849 | Modène | 1811  | Gouv. et Com. Armée de la Géorgie |

Majors généraux
| Nom                                        | Né-Mort     | Né à     | Nommé | Note                                               |
| ------------------------------------------ | ----------- | -------- | ----- | -------------------------------------------------- |
| Giuseppe Gabriele Maria Galateri di Genola | 1761-1840   | Savillan | 1813  | Général de cavalerie sarde                         |
| Alexandre Michaud de Beauretour            | 1772-1841   | Nice     | 1814  | Chef d'État-major russe                            |
| Luigi Angelo Andrea Giuseppe Gianotti      | 1755/9-1827 | Turin    | 1816  | instructeur mil. des grands-ducs Nicolas et Michel |

## Royaume-Uni
Major General (com. l'Italian Levy)
| Nom                                                    | Né-Mort   | Né à     | Nommé | Note                                          |
| ------------------------------------------------------ | --------- | -------- | ----- | --------------------------------------------- |
| Victor-Amédée Sallier de La Tour (Latour, Della Torre) | 1774-1858 | Chambéry | 1814  | déjà col. Autrichien, puis Maréchal de Savoie |

### Sources
- (it) Cet article est partiellement ou en totalité issu de l’article de Wikipédia en italien intitulé « Lista dei generali italiani (1800-1815) » (voir la liste des auteurs).
- https://sites.google.com/site/tirailleurscorses/home/les-generaux-corses-de-la-revolution-et-du-1er-empire

- TRADITION. Hors série Les généraux de Napoléon, Tome 1 - Alain Pigeard.
- Dictionnaire biographique des généraux et amiraux français - Georges Six.
- Dictionnaire Encyclopédique D’Histoire. LAROUSSE-BORDAS.
- La Corse militaire - ses Généraux - Monarchie, Révolution Empire - P. L. ALBERTINI & G. RIVOLLET - Editions J. PEYRONNET - 1959
- La famille Cuneo-d'Ornano (Généalogie, biographies, bibliographie) d'après des documents d'époque - 1908 - Anonyme - Sur Gallica.
- Armorial du 1er Empire
- Charles Napoléon - Bonaparte & Paoli - Aux origines de la question Corse -
- La base LEONORE